# Elliot Minor
Elliot Minor (antiguamente The Academy) es un grupo de pop rock York, Inglaterra. El grupo está formado por Alex Davies (voz principal/guitarra), Ed Minton (coros/guitarra), Dan Hetherton (batería), Ed Hetherton (bajo), y Ali Paul (teclado).

## Historia
Elliot Minor empezó como un dúo, formado por Alex Davies y Ed Minton, que se conocieron en Uppingham School en el año 2000. Minton introdujo a Davies en el mundo de la música rock (Davies había estado estudiando anteriormente para convertirse en violinista). Juntos empezaron a escribir letras y a grabar su música, e hicieron versiones acústicas de otros grupos. En 2005, después de dejar Uppingham, ambos se tomaron un año sabático dejando sus estudios y se concentraron únicamente en escribir y grabar sus canciones. Después de ese año Davies se encontró con su amigo de la infancia Dan Hetherton en "the Minster School" en York, donde buscaban a chicos jóvenes, y les invitaban a practicar con el grupo. Hetherton se unió a al grupo como batería. Su hermano Ed también se unió al grupo como bajo. Davies se puso en contacto con otro amigo de la infancia, Ali Paul, el teclista, y añadió una parte de teclado a sus canciones. Paul estuvo viendo el progreso del grupo por su MySpace y se "medio-aprendió" sus canciones. Paul se unió al grupo oficialmente poco después. Se llamaban a ellos mismos 'The Academy', no obstante más tarde cambiaron su nombre a Elliot Minor por razones legales ya que había muchos otros grupos e instituciones llamadas The academy. Davies construyó un estudio de grabación en su casa, llamado Mavehole Studios, en dónde empezaron a grabar más canciones.

## Álbumes

### Debut álbum

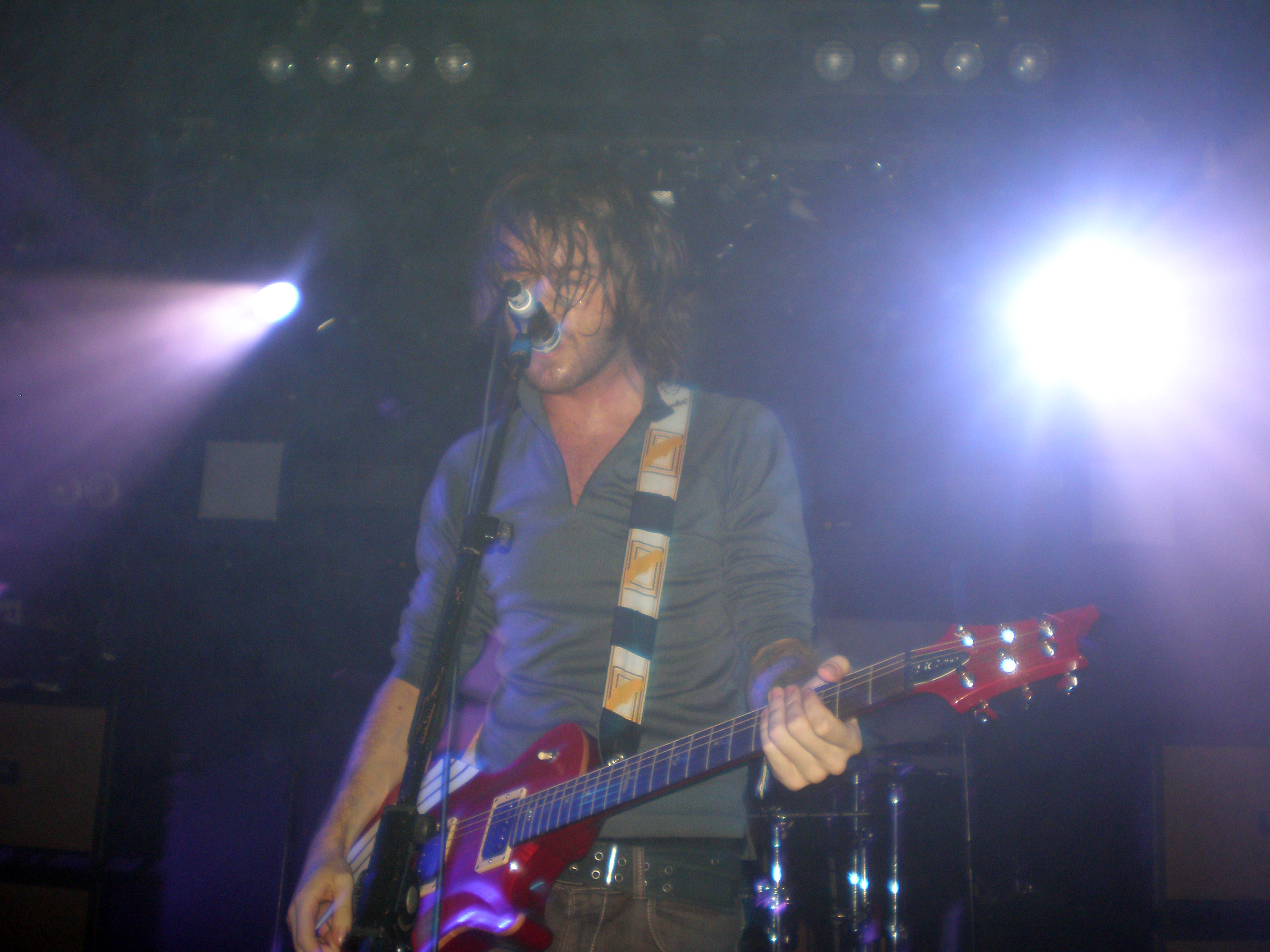
Elliot minor en un concierto en Norwich

En 2006 Elliot Minor ganó una competición organizada por McFly a través de MySpace, y tuvo la oportunidad de hacer un concierto en Newcastle upon Tyne delante de 13,000 personas. Posteriormente firmaron con Repossession Records, una discográfica independiente animados por su mánager, Gary Ashley, aunque después firmaron un acuerdo con Warner Bros. Records.
El grupo grabó su sencillo de debut, "Parallel Worlds", en 2006 en Los Ángeles con Jim Wirt, el productor de Hoobastank, Incubus, Something Corporate y Jack's Mannequin, entre otros. El sencillo fue publicado en abril de 2007 y alcanzó el puesto #31 en el UK Top 40. Poco después los sencillos, "Jessica", "The White One Is Evil" y "Still Figuring Out" alcanzaron el Top 30. "Parallel Worlds" fue reeditado, seguido por "Time After Time".
Su primer álbum, Elliot minor, fue lanzado en abril de 2008 y alcanzó el puesto número #6 en UK Albums Chart. Ese mismo año Elliot Minor participó en varios festivales de música importantes, como Download Festival, T in the Park, Oxegen Festival y el festival de Reading y de Leeds. Aparecieron en el programa de Jo Whiley en la BBC Radio, haciendo una versión de la canción "Rule the World", la cual posteriormente formó parte de un disco recopilatorio llamado Radio 1's Live Lounge – Volume 3. Su canción "Running Away" fue utilizada en la cobertura de la BBC de las Olimpiadas de Pekín de 2008. También han hecho versiones de canciones como "Propane Nightmares" de Pendulum y "Do You Know" de Enrique Iglesias.

## Discografía

### Álbumes
| Fecha                 | Álbum        | UK  | UK Indie |
| --------------------- | ------------ | --- | -------- |
| 14 de abril de 2008   | Elliot Minor | 6   | N/A      |
| 19 de octubre de 2009 | Solaris      | N/A | N/A      |

### Singles
| Fecha                 | Sencillo                      | Álbum        | UK  | UK Indie |
| --------------------- | ----------------------------- | ------------ | --- | -------- |
| 9 de abril de 2007    | "Parallel Worlds"             | Elliot Minor | 31  | 1        |
| 6 de agosto de 2007   | "Jessica"                     | Elliot Minor | 19  | 1        |
| 29 de octubre de 2007 | "The White One Is Evil"       | Elliot Minor | 27  | N/A      |
| 28 de enero de 2008   | "Still Figuring Out"          | Elliot Minor | 17  | N/A      |
| 7 de abril de 2008    | "Parallel Worlds" (relanzado) | Elliot Minor | 22  | N/A      |
| 23 de junio de 2008   | "Time After Time"             | Elliot Minor | 47  | N/A      |
| 5 de octubre de 2009  | "Electric High"               | Solaris      | 120 | N/A      |